# Francisco Verdugo
Pour les articles homonymes, voir Verdugo.
Francisco Verdugo (Talavera de la Reina, 1537 – Luxembourg, 22 septembre 1595) est un militaire espagnol, connu pour son rôle dans la guerre de Quatre-Vingts Ans.

## Naissance
Il est né en 1537 à Talavera de la Reina, d'une mère qui serait charcutière[réf. nécessaire], ce qui ne correspond pas au modèle de l'hidalgo espagnol, qui est en général un fils de la petite noblesse, ne travaillant pas manuellement.

## Carrière militaire

### Débuts
À 19 ans, il s'enrôle avec une solde de 4 écus par mois, dans la compagnie que son concitoyen Bernardino de Ayala lève en Talavera. Il participe à la bataille de Saint-Quentin, le 10 août 1557, cité française attaquée par les troupes de Philippe II sous les ordres du cousin côté maternel de ce dernier, Emmanuel-Philibert, Duc de Savoie, place qu'essayait de secourir le connétable de Montmorency.
Il a accompagné à Bréda les comtes Charles et Octavien de Mansfeld, fils du comte Pierre-Ernest Ier de Mansfeld (mort à Luxembourg en 1604), donnant d'indubitables preuves de son talent militaire et politique. En 1565, il a accompagné ensuite en Espagne Mansfeld, qui avait reçu la charge d'accompagner Marie de Portugal, promise à Alexandre Farnèse.

### Capitaine d'Infanterie
Avant la rébellion dans les Provinces-Unies, il entra dans une des compagnies levées par la gouvernante Marguerite de Parme, demi-sœur du Roi Philippe II d'Espagne et fille de l'empereur Charles Quint, pour étouffer la rébellion, recevant le 4 décembre 1566 le brevet de capitaine d'une compagnie de soldats wallons, au sein du tercio du maître de camp Cristóbal de Mondragón, avec une solde de 25 écus par mois.
La première mission qu'il reçut, consista à arrêter un prédicateur calviniste aux environs d'Anvers, dispersant les personnes assemblées pour le prêche public, et bâillonnant le pasteur.
Sur ordre de Philippe II, Marguerite est remplacée par le nouveau gouverneur Fernando Álvarez de Toledo, duc d'Albe. Le 8 décembre 1567, Verdugo reçoit un nouveau brevet de capitaine des mains du duc d'Albe. Il fait partie en 1570 de l'escorte qui conduit en Espagne la princesse Anne, fille de Maximilien II et future épouse de Philippe II.
Sous les ordres de Mondragón, il participe à la campagne contre les Hollandais, restant un temps en garnison à Deventer. Durant le siège de Haarlem (1572-1573) dirigé par Fadrique Álvarez de Toledo, il est nommé sergent major par le duc d'Albe, sur proposition de son maître de camp Mondragón.

### Colonel d'Infanterie et Amiral de l'Escadre
Le 1er juillet 1573, il reçut le brevet de colonel d'un régiment d'infanterie wallonne, avec une solde de 300 florins par mois. Plus tard, il est nommé gouverneur de Haarlem. Après que les Hollandais eurent fait prisonnier le comte de Bossu lors la déroute de la bataille navale du Zuiderzee le 11 octobre 1573, il est nommé commandant de la flotte royale (ou amiral de l'Armada des Flandres) en remplacement de ce dernier.
Une grande partie des unités de l'Armée des Flandres était mutinée à cause du non-paiement des soldes ; le régiment de Verdugo ne faisait pas exception. Pour preuve, la lettre qu'il adresse à ses soldats de la garnison de La Haye le 22 septembre 1574. Le 19 août 1575, grâce aux recommandations de Luis de Requesens, on lui accorde une rente de 500 ducats payés par le royaume de Naples. 
Après la mort du gouverneur Requesens, et devant le manque d'autorité royale puisqu'une grande partie des troupes étaient mutinées, s'est produite dans l'été 1576, une nouvelle révolte populaire — plus virulente si cela se peut que celle qui s'était produite au début de la guerre, dix ans avant — lors de laquelle les troupes et fonctionnaires espagnols ont été le principal objet de la colère du peuple.
Verdugo est pris à Bruxelles et retenu durant huit jours, mais il réussit finalement à se réfugier à temps à Anvers, avant que le 22 septembre, les États Généraux déclarent que toutes les troupes espagnoles, qu'elles soient ou non mutinées, étaient hors la loi, et qu'elles pouvaient être tuées sans préavis. 
Verdugo participa au sac d'Anvers, aussi appelé la « Furie espagnole », cité prise le 4 novembre 1576, par les troupes espagnoles et allemandes ; durant le sac, qui dura plusieurs jours, périrent quelque 8 000 personnes.
Le 3 février 1577, il est nommé gouverneur de la ville de Bréda, charge qu'il a assumée peu de temps, car les troupes espagnoles devaient être évacuées à la suite de l'accord passé avec les États Généraux. Il devait remettre la place au délégué des États Généraux, le duc d'Arschot ; il a préféré la remettre entre les mains de quelques compagnies allemandes du régiment du colonel Frundsberg. 
Le 19 février 1578, Juan d'Autriche (1547–1578), demi-frère du Roi Philippe II d'Espagne, gouverneur des Pays-Bas depuis son arrivée le 3 novembre passé, le chargea du commandement de la forteresse de Thionville, et le mit à la tête de cinq compagnies d'infanterie luxembourgeoise.
Il assista ensuite à la bataille de Gembloux, avant de recevoir la garde du château de Namur au titre de gouverneur de la place. Don Juan d'Autriche lui fit avoir une nouvelle rente de 500 ducats (30 mai 1577) comme la première, payée par le royaume de Naples, ce qui lui permit d'épouser Dorothée de Mansfelt durant l'année 1578.
Après avoir assisté au siège de Maastricht (1579), il remet son régiment à son beau-frère Octave de Mansfeld, car l'Union d'Arras stipule le départ des troupes étrangères. Verdugo reconduit les troupes espagnoles à Arlon, où il passe le commandement à Octave de Gonzague, puis il va à Luxembourg pour ses affaires personnelles, et sollicite son congé et demande à être relevé de la direction de Thionville, mais il est réclamé par Alexandre Farnèse pour aller à Valenciennes. Là, le gouverneur général le charge de porter secours à Georges de Lalaing, comte de Rennenberg, gouverneur de la Frise, qui, après avoir trahi les États Généraux, avait remis Groningue au roi d'Espagne. Bien que la proposition ne le séduise pas, les demandes faites par le comte Philippe de Lalaing et son frère le marquis de Renty, le décidèrent. Il leva un régiment d'infanterie wallonne et partit pour la Frise. Le comte de Rennenberg était mort le 23 juillet 1581 ; Verdugo se chargea du gouvernement provisoire de la province, ce qui dura en fait jusqu'à la chute de Groningue, quatorze ans plus tard.

## Gouverneur de la Frise
L'explication de la réussite de Verdugo, un simple colonel de basse extraction et sans patrimoine, qui arrive au poste de gouverneur d'une province, tient autant à l'absence de personnes du pays dignes de confiance aux yeux d'Alexandre Farnèse, qu'au fait que les gens capables ont refusé cette charge dans une province si éloignée et isolée: une terre d’exil. De plus son titre de gouverneur gardera toujours un caractère provisoire : jamais on ne le lui attribuera officiellement. 
Il avait en charge les territoires suivant : la Frise, la seigneurie de Groningue, Ommelanden, Drenthe, Overijssel et Lingen. Plus tard, son autorité s'est étendue à la province de Gueldre, et il a reçu le commandement des cités de Zutphen et Deventer, ainsi que de place de Maastricht, qu'il avait assiégée quelques années auparavant.
Ses relations avec les autorités civiles sont restées tendues tout ce temps, et avec la population, elles n'ont pas été meilleures, étant donné qu'il a mis en contribution les différentes régions et villes pour l'entretien de l'armée et que les fonds fournis par Bruxelles étaient rares. 

### Actions en Frise
La victoire à Noordhorn (30 septembre 1581) sur les troupes commandées par le général anglais John Norreys, le rend maître de presque toute la province de Groningue. Secondé par Juan Bautista de Tasis (nl), il reconquiert en 1582 les châteaux de Keppel (nl) et Bronckhorst (nl) – bien qu'il ne réussisse à les garder en son pouvoir que peu de temps – et après il prend Steenwijk.
S'il échoue devant Lochem, il prend l'importante ville de Zutphen l'année suivante (conquise quasi par miracle, comme le souligne Alexandre Farnèse), ce qui lui donne une maîtrise de l'IJssel, permettant la prise de Nimègue et de Doesburg. Le 17 janvier 1584, le duc de Parme lui attribue une allocation de 1 600 florins, qui s'ajoute à sa solde de colonel de 300 florins.
Ces succès furent suivis par la victoire à Amerongen, dans le pays d'Utrecht, en 1585, et de celle de Boxum, près de Leeuwarden, en 1586. En 1588, il aide le comte de Chimay dans la prise de Bonn (de).

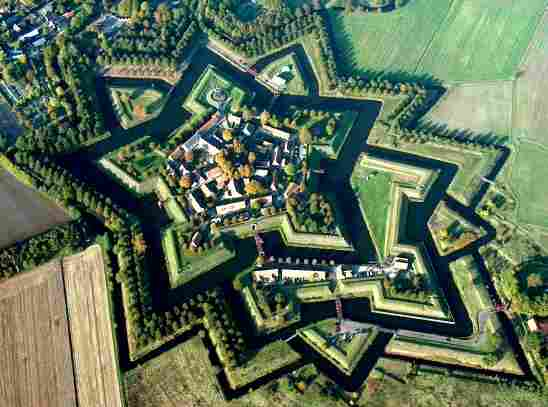
Forteresse de Bourtange à l'est de la province de Groningue.

À partir de 1590, cependant, ont commencé les revers. Farnèse a amené ses troupes en France au secours de la Ligue Catholique, et les Hollandais, se voyant libérés du danger d'une invasion au cœur de leur pays, ont entrepris une série d'actions contre le territoire contrôlé par les Espagnols. En 1591, ils occupent Zutphen, Deventer et Nimègue ; en 1592, c'est le tour de Steenwijk et Coevorden. Verdugo essaie en vain d'empêcher que Guillaume Louis de Nassau n'assiège Dollard – région de l'estuaire de l'Ems – et qu'il ne devienne maître de la route de la Bourtange, forteresse qui dominait le passage entre l'Allemagne et la cité de Groningue.
Il essaya de récupérer Coevorden, mais il dut lever le siège au bout de six mois sans pouvoir intervenir à Groningue. Assiégée depuis le 22 mai 1594, la place capitule deux mois plus tard, le 23 juillet, et Verdugo renonce à se maintenir en Frise.
Le nouveau gouverneur des Pays-Bas, le cardinal archiduc Ernest d'Autriche, rappelle Verdugo pour les pertes subies, et le remplace par les frères de Bergh : Herman (en) au pays de Gueldre, Frédéric en Frise. En compensation, il promet que si Mondragón, châtelain d'Anvers, venait à mourir, Verdugo prendrait son poste.
Après la mort de l'archiduc Ernest, le comte de Fuentes assume par intérim la charge de gouverneur des Pays-Bas. Ayant en estime Verdugo, il remet à celui-ci la direction d'une partie des troupes qui venaient d'assiéger Huy, ainsi que de celle des garnisons du Luxembourg pour faire face à l'entrée de l'armée française dans cette province, armée dirigée par le Henri de La Tour d'Auvergne, duc de Bouillon, qui avait l'aide d'un contingent hollandais. Parti le 18 avril de Marche-en-Famenne, en mai, il délogea les Français.
Fuentes lui ordonne alors de prendre le commandement des troupes de Juan Fernández de Velasco y Tovar, connétable de Castille, pour assiéger Cambrai, mais c'est Herman de Bergh qui s'est occupé de réaliser cette mission. Verdugo retourna dans la ville de Luxembourg, où il est mort le 22 septembre 1595. Il a été enterré à côté de son épouse au couvent du Saint-Esprit de l'Ordre de Sainte Claire au Luxembourg.

## Famille
Francisco Verdugo a épousé en 1578 Dorothée de Mansfeld, fille naturelle de Pierre-Ernest Ier de Mansfeld et de Margaretha von Brederode. Dorothée a apporté lors de son mariage une dot de 5 000 thalers (environ 6 000 florins) qui furent investis en biens immobiliers et qui ont servi à l'acquisition de la seigneurie de Schengen, achetée à Jean Bernard de Walbrunn en 1581.
Dorothée mourut en 1586 à Groningue, alors que Verdugo rejoignait Farnèse à Grave. Elle a eu neuf enfants: cinq filles et quatre garçons, dont deux – un garçon et une fille – n'ont pas atteint l'âge d'un an. 
- Madeleine et Dorothée sont entrées au couvent des Augustines à Talavera.

Les autres deux ont épousé des officiers de l'Armée des Flandres : 
- Anne Marguerite a épousé Antonio de Meneses y Padilla,
- Isabelle ou Jeanne a épousé Francisco Juan de Torres, chevalier de Santiago et membre du Conseil de Naples.

Les trois fils, Juan, Guillaume et Francisco ont fait carrière dans l'armée. 
- Guillaume et Francisco se sont distingués durant la Guerre de Trente Ans, principalement Guillaume, lors de la bataille de la Montagne-Blanche.

Ils ont été faits tous les deux comtes de l'Empire avec des terres en Bohême, où ils se sont alliés à des familles allemandes et où ils ont vécu jusqu'à la fin de leurs jours. 
Après la mort de son épouse, Francisco Verdugo envoya ses enfants à Luxembourg, dans la maison de son beau-père Mansfeld.